# Tour de France 2013 – 17. etap
17. etap kolarskiego wyścigu Tour de France 2013 odbył się 17 lipca. Start etapu miał miejsce w miejscowości Embrun, zaś meta w Chorges. Etap liczył 32 kilometry i zorganizowany był w formule indywidualnej jazdy na czas.
Zwycięzcą etapu został Chris Froome. Drugie miejsce zajął Alberto Contador, a trzecie Joaquim Rodríguez Oliver.

## Premie
| Rodzaj | Rodzaj           | Miejscowość / Miejsce | Kilometry (od startu) | Kilometry (do mety) |
| ------ | ---------------- | --------------------- | --------------------- | ------------------- |
|        | Górska (II kat.) | Côte de Puy-Sanières  | 6,5                   | 25,5                |
|        | Górska (II kat.) | Côte de Réallon       | 20,0                  | 12,0                |

### Wyniki na premiach
| Górska – Côte de Puy-Sanières | Górska – Côte de Puy-Sanières | Górska – Côte de Puy-Sanières | Górska – Côte de Puy-Sanières | Górska – Côte de Puy-Sanières |
| Msc.                          | Zawodnik                      | Zespół                        | Punkty                        |                               |
| ----------------------------- | ----------------------------- | ----------------------------- | ----------------------------- | ----------------------------- |
| 1.                            | Alberto Contador              | TST                           | 5                             |                               |
| 2.                            | Chris Froome                  | SKY                           | 3                             |                               |
| 3.                            | Joaquim Rodríguez Oliver      | KAT                           | 2                             |                               |
| 4.                            | Alejandro Valverde            | MOV                           | 1                             |                               |

| Górska – Côte de Réallon | Górska – Côte de Réallon | Górska – Côte de Réallon | Górska – Côte de Réallon | Górska – Côte de Réallon |
| Msc.                     | Zawodnik                 | Zespół                   | Punkty                   |                          |
| ------------------------ | ------------------------ | ------------------------ | ------------------------ | ------------------------ |
| 1.                       | Joaquim Rodríguez Oliver | KAT                      | 5                        |                          |
| 2.                       | Nairo Quintana           | MOV                      | 3                        |                          |
| 3.                       | Chris Froome             | SKY                      | 2                        |                          |
| 4.                       | Alejandro Valverde       | MOV                      | 1                        |                          |

## Wyniki etapu
| Msc. | Zawodnik                 | Państwo           | Zespół                     | Czas     | Punkty |
| ---- | ------------------------ | ----------------- | -------------------------- | -------- | ------ |
| 1.   | Chris Froome             | Wielka Brytania   | Sky Procycling             | 51' 33"  | 20     |
| 2.   | Alberto Contador         | Hiszpania         | Team Saxo-Tinkoff          | + 9”     | 17     |
| 3.   | Joaquim Rodríguez Oliver | Hiszpania         | Katusha Team               | + 10"    | 15     |
| 4.   | Roman Kreuziger          | Czechy            | Team Saxo-Tinkoff          | + 23"    | 13     |
| 5.   | Alejandro Valverde       | Hiszpania         | Movistar Team              | + 30"    | 11     |
| 6.   | Nairo Quintana           | Kolumbia          | Movistar Team              | + 1' 11" | 10     |
| 7.   | Michał Kwiatkowski       | Polska            | Omega Pharma-Quick Step    | + 1' 33" | 9      |
| 8.   | Jakob Fuglsang           | Dania             | Astana Pro Team            | + 1' 34" | 8      |
| 9.   | Andrew Talansky          | Stany Zjednoczone | Garmin-Sharp               | + 1' 41" | 7      |
| 10.  | Tejay van Garderen       | Stany Zjednoczone | BMC Racing Team            | + 1' 51" | 6      |
| 11.  | Bauke Mollema            | Holandia          | Belkin Pro Cycling         | + 2' 09” | 5      |
| 12.  | Maxime Monfort           | Belgia            | RadioShack-Leopard         | + 2' 17" | 4      |
| 13.  | Michael Rogers           | Australia         | Team Saxo-Tinkoff          | + 2' 25” | 3      |
| 14.  | Jon Izaguirre Insausti   | Hiszpania         | Euskaltel-Euskadi          | + 2' 25” | 2      |
| 15.  | Andy Schleck             | Luksemburg        | RadioShack-Leopard         | + 2' 27" | 1      |
| 16.  | Laurens ten Dam          | Holandia          | Belkin Pro Cycling         | + 2' 29” | —      |
| 17.  | Lieuwe Westra            | Holandia          | Vacansoleil-DCM            | + 2' 29" | —      |
| 18.  | Rein Taaramäe            | Estonia           | Cofidis, Solutions Crédits | + 2' 40" | —      |
| 19.  | Thomas De Gendt          | Belgia            | Vacansoleil-DCM            | + 2' 41" | —      |
| 20.  | Alessandro De Marchi     | Włochy            | Cannondale                 | + 2' 42" | —      |
| 21.  | Andreas Klöden           | Niemcy            | RadioShack-Leopard         | + 2' 46" | —      |
| 22.  | Daniel Navarro           | Hiszpania         | Cofidis, Solutions Crédits | + 2' 49" | —      |
| 23.  | Peter Velits             | Słowacja          | Omega Pharma-Quick Step    | + 2' 49" | —      |
| 24.  | Arnold Jeannesson        | Francja           | FDJ.fr                     | + 2' 53" | —      |
| 25.  | Christophe Riblon        | Francja           | Ag2r-La Mondiale           | + 2' 54" | —      |
| 26.  | Alexandre Geniez         | Francja           | FDJ.fr                     | + 2' 57" | —      |
| 27.  | Tony Martin              | Niemcy            | Omega Pharma-Quick Step    | + 3' 06" | —      |
| 28.  | Ryder Hesjedal           | Kanada            | Garmin-Sharp               | + 3' 07" | —      |
| 29.  | Sylvain Chavanel         | Francja           | Omega Pharma-Quick Step    | + 3' 12" | —      |
| 30.  | Rubén Plaza Molina       | Hiszpania         | Movistar Team              | + 3' 15" | —      |

## Klasyfikacje po etapie

### Klasyfikacja generalna
| Msc. | Zawodnik                 | Państwo           | Zespół                     | Czas        |
| ---- | ------------------------ | ----------------- | -------------------------- | ----------- |
|      | Chris Froome             | Wielka Brytania   | Sky Procycling             | 66h 07' 09" |
| 2.   | Alberto Contador         | Hiszpania         | Team Saxo-Tinkoff          | + 4' 34"    |
| 3.   | Roman Kreuziger          | Czechy            | Team Saxo-Tinkoff          | + 4' 51"    |
| 4.   | Bauke Mollema            | Holandia          | Belkin Pro Cycling         | + 6' 23"    |
| 5.   | Nairo Quintana           | Kolumbia          | Movistar Team              | + 6' 58"    |
| 6.   | Joaquim Rodríguez Oliver | Hiszpania         | Katusha Team               | + 7' 21"    |
| 7.   | Laurens ten Dam          | Holandia          | Belkin Pro Cycling         | + 8' 23"    |
| 8.   | Jakob Fuglsang           | Dania             | Astana Pro Team            | + 8' 56"    |
| 9.   | Michał Kwiatkowski       | Polska            | Omega Pharma-Quick Step    | + 11' 10"   |
| 10.  | Daniel Martin            | Irlandia          | Garmin-Sharp               | + 12' 50"   |
| 11.  | Michael Rogers           | Australia         | Team Saxo-Tinkoff          | + 13' 19"   |
| 12.  | Alejandro Valverde       | Hiszpania         | Movistar Team              | + 15' 12"   |
| 13.  | Andrew Talansky          | Stany Zjednoczone | Garmin-Sharp               | + 15' 13"   |
| 14.  | Daniel Navarro           | Hiszpania         | Cofidis, Solutions Crédits | + 16' 43"   |
| 15.  | Maxime Monfort           | Belgia            | RadioShack-Leopard         | + 17' 04"   |
| 16.  | Andy Schleck             | Luksemburg        | RadioShack-Leopard         | + 23' 34"   |
| 17.  | Mikel Nieve Iturralde    | Hiszpania         | Euskaltel-Euskadi          | + 23' 36"   |
| 18.  | Cadel Evans              | Australia         | BMC Racing Team            | + 24' 44"   |
| 19.  | Daniel Moreno Fernandez  | Hiszpania         | Katusha Team               | + 27' 35"   |
| 20.  | Romain Bardet            | Francja           | Ag2r-La Mondiale           | + 28' 43"   |

### Klasyfikacja punktowa
| Msc. | Zawodnik                     | Państwo           | Zespół                  | Punkty |
| ---- | ---------------------------- | ----------------- | ----------------------- | ------ |
|      | Peter Sagan                  | Słowacja          | Cannondale              | 377    |
| 2.   | Mark Cavendish               | Wielka Brytania   | Omega Pharma-Quick Step | 278    |
| 3.   | André Greipel                | Niemcy            | Lotto-Belisol           | 223    |
| 4.   | Marcel Kittel                | Niemcy            | Team Argos-Shimano      | 177    |
| 5.   | Alexander Kristoff           | Norwegia          | Katusha Team            | 157    |
| 6.   | José Joaquín Rojas Gil       | Hiszpania         | Movistar Team           | 145    |
| 7.   | Michał Kwiatkowski           | Polska            | Omega Pharma-Quick Step | 110    |
| 8.   | Juan Antonio Flecha Giannoni | Hiszpania         | Vacansoleil-DCM         | 110    |
| 9.   | Daryl Impey                  | Południowa Afryka | Orica GreenEDGE         | 91     |
| 10.  | Thomas De Gendt              | Belgia            | Vacansoleil-DCM         | 84     |
| 11.  | Chris Froome                 | Wielka Brytania   | Sky Procycling          | 83     |
| 12.  | Samuel Dumoulin              | Francja           | Ag2r-La Mondiale        | 72     |
| 13.  | Sylvain Chavanel             | Francja           | Omega Pharma-Quick Step | 70     |
| 14.  | Bauke Mollema                | Holandia          | Belkin Pro Cycling      | 69     |
| 15.  | Francesco Gavazzi            | Włochy            | Astana Pro Team         | 66     |

### Klasyfikacja górska
| Msc. | Zawodnik                 | Państwo         | Zespół             | Punkty |
| ---- | ------------------------ | --------------- | ------------------ | ------ |
|      | Chris Froome             | Wielka Brytania | Sky Procycling     | 88     |
| 2.   | Nairo Quintana           | Kolumbia        | Movistar Team      | 69     |
| 3.   | Mikel Nieve Iturralde    | Hiszpania       | Euskaltel-Euskadi  | 53     |
| 4.   | Pierre Rolland           | Francja         | Team Europcar      | 51     |
| 5.   | Joaquim Rodríguez Oliver | Hiszpania       | Katusha Team       | 35     |
| 6.   | Roman Kreuziger          | Czechy          | Team Saxo-Tinkoff  | 28     |
| 7.   | Richie Porte             | Australia       | Sky Procycling     | 28     |
| 8.   | Alberto Contador         | Hiszpania       | Team Saxo-Tinkoff  | 25     |
| 9.   | Jakob Fuglsang           | Dania           | Astana Pro Team    | 24     |
| 10.  | Alejandro Valverde       | Hiszpania       | Movistar Team      | 22     |
| 11.  | Bauke Mollema            | Holandia        | Belkin Pro Cycling | 20     |
| 12.  | Blel Kadri               | Francja         | Ag2r-La Mondiale   | 16     |
| 13.  | Simon Clarke             | Australia       | Orica GreenEDGE    | 15     |
| 14.  | Thomas De Gendt          | Belgia          | Vacansoleil-DCM    | 15     |
| 15.  | Ryder Hesjedal           | Kanada          | Garmin-Sharp       | 14     |

### Klasyfikacja młodzieżowa
| Msc. | Zawodnik               | Państwo           | Zespół                     | Czas         |
| ---- | ---------------------- | ----------------- | -------------------------- | ------------ |
|      | Nairo Quintana         | Kolumbia          | Movistar Team              | 66h 14' 07"  |
| 2.   | Michał Kwiatkowski     | Polska            | Omega Pharma-Quick Step    | + 4' 12"     |
| 3.   | Andrew Talansky        | Stany Zjednoczone | Garmin-Sharp               | + 8' 15"     |
| 4.   | Romain Bardet          | Francja           | Ag2r-La Mondiale           | + 21' 45"    |
| 5.   | Arthur Vichot          | Francja           | FDJ.fr                     | + 58' 11"    |
| 6.   | Tom Dumoulin           | Holandia          | Team Argos-Shimano         | + 59' 57"    |
| 7.   | Alexis Vuillermoz      | Francja           | Sojasun                    | + 1h 02' 57" |
| 8.   | Tejay van Garderen     | Stany Zjednoczone | BMC Racing Team            | + 1h 03' 03" |
| 9.   | Tony Gallopin          | Francja           | RadioShack-Leopard         | + 1h 05' 10" |
| 10.  | Alexandre Geniez       | Francja           | FDJ.fr                     | + 1h 22' 03" |
| 11.  | Rudy Molard            | Francja           | Cofidis, Solutions Crédits | + 1h 26' 30" |
| 12.  | Peter Sagan            | Słowacja          | Cannondale                 | + 1h 31' 04" |
| 13.  | Jon Izaguirre Insausti | Hiszpania         | Euskaltel-Euskadi          | + 1h 32' 41" |
| 14.  | Peter Kennaugh         | Wielka Brytania   | Sky Procycling             | + 1h 37' 16" |
| 15.  | Ramūnas Navardauskas   | Litwa             | Garmin-Sharp               | + 1h 53' 47" |

### Klasyfikacja drużynowa
| Msc. | Zespół                  | Państwo           | Czas         |
| ---- | ----------------------- | ----------------- | ------------ |
|      | Team Saxo-Tinkoff       | Dania             | 197h 41' 19" |
| 2.   | RadioShack-Leopard      | Luksemburg        | + 1' 22"     |
| 3.   | Ag2r-La Mondiale        | Francja           | + 8' 14"     |
| 4.   | Movistar Team           | Hiszpania         | + 12' 48"    |
| 5.   | Belkin Pro Cycling      | Holandia          | + 22' 33"    |
| 6.   | Katusha Team            | Rosja             | + 30' 58"    |
| 7.   | BMC Racing Team         | Stany Zjednoczone | + 42' 40"    |
| 8.   | Garmin-Sharp            | Stany Zjednoczone | + 51' 53"    |
| 9.   | Omega Pharma-Quick Step | Belgia            | + 59' 32"    |
| 10.  | Euskaltel-Euskadi       | Hiszpania         | + 1h 09' 21" |